# 3-시아노피리딘
3-시아노피리딘(3-cyanopyridine, C6H4N2)은 화학식 C6H4N2를 가진 유기 화합물이다.